# Ik ben niet bang
Ik ben niet bang (originele Italiaanse titel: Io non ho paura) is een roman van Niccolò Ammaniti uit 2001 en is in 2002 door Els van der Pluym in het Nederlands vertaald. Het boek werd in 2003 onder dezelfde Italiaanse titel verfilmd door Gabriele Salvatores.

## Verhaal
Het verhaal wordt vanuit het perspectief van Michele Amitrano verteld. Deze jongen van negen jaar woont in een klein dorpje; Acqua Traverse, in Zuid-Italië. Het is 1978 en een van de heetste zomers van die eeuw. De hitte houdt de volwassenen binnen en de kinderen gaan eropuit. Michele en zijn vrienden brengen hun tijd door met het verkennen van de buurt en het houden van wedstrijden. Wanneer Michele na het verliezen van een wedstrijd voor straf een oud verlaten huis in moet, ontdekt hij een put met een vastgeketende jongen erin. Hij is even oud als Michele, komt uit het rijke Milaan en heet Filippo Carducci. Michele besluit zijn ontdekking geheim te houden, hij brengt Filippo eten en drinken. Langzamerhand ontdekt hij dat zijn vader en bijna alle volwassenen in het dorpje met de gijzeling te maken hebben. Als hij bang is dat ze de jongen gaan vermoorden, gaat hij ’s nachts naar Filippo op zoek om hem te bevrijden. Michele maakt dit geheim tot een fantasie waarin heksen, monsters en indianen een grote rol spelen. De fantasiefiguren bevorderen zijn angst en gaan deze tegelijkertijd tegen. Want wat Michele het meest beangstigt, dat is de werkelijkheid.